# Isabella d'Este
Isabella d'Este (n. 18 mai 1474, Ferrara, Statele Papale – d. 13 februarie 1539, Mantova, Ducatul de Mantova⁠(d)) a fost marchiză de Mantua și una dintre cele mai importante femei din Renașterea italiană ca figură culturală și politică majoră. Ea a fost patroană a artelor, precum și o femeie care a dat tonul în modă, stilul ei vestimentar fiind copiat de femei din toată Italia și la curtea Franței. Poetul Ariosto a numit-o "Isabella liberală și magnifică", în timp ce autorul Matteo Bandello a descris-o ca fiind "supremă în rândul femeilor". Diplomatul Niccolò da Correggio a mers mai departe, numind-o "Prima Doamnă a lumii".

## Educație
Isabella era o tânără foarte bine educată. Copil fiind ea a studiat istoria romană și a învățat rapid să traducă limba greacă și latină. Datorită intelectului ei remarcabil, ea discuta adesea cu limbile clasice și afacerile statului cu ambasadorii. De asemenea, ea era familiarizată personal cu pictorii, muzicienii, scriitorii și învățații, care trăiau la curte sau în jurul curții. Pe lângă cunoștințele sale despre istorie și limbi străine, ea putea să recite pe de rost din Virgiliu și Terențiu. Isabella a fost și o cântăreață talentată și muzician, și a fost învățat să  cânte la lăută de Giovanni Angelo Testagrossa. În plus față de toate aceste realizări admirabile, ea a inventat noi dansuri, fiind instruită în artă de Ambrogio, un maestru de dans.
A fost descrisă ca fiind atrăgătoare din punct de vedere fizic, deși ușor durdulie; totuși, ea avea "ochi plini de viață" și era "plină de har". În 1480, la vârsta de șase ani, Isabella a fost logodită cu Francesco, moștenitorul marchizului de Mantua. Deși el nu era frumos, Isabella îl admira pentru puterea și curajul său; ea îl privea de asemenea ca pe un gentleman. După primele lor întâlniri, ea a început să se bucure de compania sa și a petrecut următorii câțiva ani să-l cunoască și să se pregătească pentru a fi marchiză de Mantua. În perioada cât el a curtat-o, Isabella a prețuit scrisorile, poeziile și soneturile pe care i le-a trimis ca daruri.

## Marchiză de Mantua

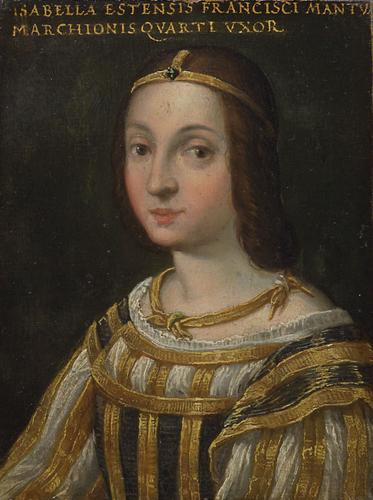
Isabella d'Este

Zece ani mai târziu, la 11 februarie 1490, la vârsta de 15 ani, s-a căsătorit cu Francesco Gonzaga, care devenise marchiz în urmă cu patru ani. Isabella a devenit soția sa și marchiză, în mijlocul unei revărsări spectaculoase a aclamării populare. Pe lângă marchiz, Francesco era, de asemenea, căpitanul general al armatelor din Republica Veneția. Soția sa a adus ca zestre suma de 3.000 de ducați pe lângă bijuterii valoroase, vase și un serviciu de argint. Înainte de banchetul magnific care a urmat ceremoniei de nuntă, Isabella a umblat pe străzile principale ale orașului Ferrara cu un cal drapat în pietre și aur.
Cum cuplul se cunoștea și se admira unul pe altul de mulți ani, atracția lor reciprocă s-a adâncit în dragoste; căsătoria cu Francesco ar fi făcut ca Isabella să "înflorească". Se spune că în timpul nunții sale, Isabella era frumoasă, subțire, grațioasă și bine îmbrăcată. Părul ei lung și fin a fost vopsit într-un blond palid, iar ochii ei, "maronii ca niște conuri de brad toamna, împrăștiau râsul".
Francesco, în calitatea sa de căpitan general al armatelor venețiene, era adesea obligat să meargă la Veneția pentru consfătuiri, lăsând-o pe Isabella în Mantua, în vechiul palat La Reggia, care era sediul familiei Gonzaga. Isabellei nu-i lipsea compania, ea petrecându-și timpul cu mama și cu sora ei, Beatrice; după întâlnirea cu cumnata ei de 18 ani, Elisabeta Gonzaga, cele douî tinere su devenit prietene apropiate. Ele se bucurau să citească cărți, să joace cărți și să călătorească împreună la țară. Au menținut o corespondență constantă până la moartea Elisabetei, în 1526.
După aproape patru ani de la căsătorie, în decembrie 1493, Isabella a născut primul ei copil din cei opt pe care îi va avea; a fost o fiică, Eleonora, căreia îi spuneau Leonora.  

### Lucrezia Borgia
La un an după căsătoria fratelui ei, Alfonso, cu faimoasa Lucrezia Borgia în 1502, aceasta devine amanta lui Francesco. Isabella a născut o altă fiică, Ippolita, cam în aceeși perioadă, și a continuat să aibă copii de-a lungul aventurii pasionate și îndelungate dintre  Francesco și Lucrezia, care a fost mai mult sexuală decât romantică. Aventura lui Francesco cu Lucrezia, recunoscută pentru frumusețea ei, a provocat multă gelozie și durere Isabellei. Aventura lor s-a treminat când el a contractat sifilis ca urmare a întâlnirilor cu prostituate.

## Copii
Isabella d'Este și Francesco Gonzaga au avut 8 copii:
- Eleonor Gonzaga (n.1493 - d.1570) s-a căsătorit cu Francesco Maria I della Rovere, duce de Urbino.
- Margherita (n. 1496).
- Livia (n. 1501 - d. 1508).
- Ippolita (n. 1503 - d. 1580).
- Federico al II-lea, duce de Mantua (n. 1500 - d. 1540).
- Ercole Gonzaga (n. 1506 - d. 1565), a devenit cardinal.
- Ferrante Gonzaga (n. 1507 - d. 1557) s-a căsătorit cu Isabella de Capua.
- Livia sau sora Paola (n. 1508 - d. 1569)

## Legături externe
- en George, L., The Public Perception of Isabella d'Este Arhivat în 20 august 2017, la Wayback Machine., Clio History Journal, 2009.
- it I camerini di Isabella d'Este Mantua tourist guide.